# صهبة
الصهبة هي فن التواشيح الحجازية. وفن من الفنون الغنائية الشعبية بالحجاز. ومعظم القصائد المغناة هي من الموشحات الأندلسية لابن خفاجة، وابن زيدون، وابن الحاجب، وابن باجة، إضافة إلى الشعراء الحجازيون كالبهاء زهير، وابن الفارض، وابن الوردي، والامام البرعي اليماني. وتغنى على مقامي الركبي، ومقام المشاورق. ويتفرع من هاذين المقامين الحسيني، وبياتي مصري، وبياتي سوري، ويتفرع من مقام حجاز، حجاز كار، ويماني حجاز، ومن مقام الراست؛ الحراب، ثم السيكا، وهو قريب من المايا، وهناك دوكاه (مكي ومدني).

## رواد الفن
ومن رواد هذا الفن الحجازي العريق، من أهل جدة ومكة، المريعانية عبد الله وصالح مريعاني، درويش دوش، والحوراني، الحلنقي، بكر جوجي، الوزنة، وعبد الرحمن مكي، وهؤلاء من الطبقة الأولى القديمة.ومن الطبقة الثانية، عمر العيوني، السيد علي بن يوسف، سليمان البرج، علي الصائغ، عبد العزيز محضر، عبد الله مؤمنة، إبراهيم عسيري، محمد حبيب، حسن عبد ربه، عبد الله بخيت، يوسف ميرزا، محمد شعيب، أحمد أبولبدة، وأخرين. ثم الطيقة الثالثة، إبراهيم عوضين، محمد ومعتوق سلطان، عبد الله جدع، وإبراهيم فطوم. ومن المعاصرين، السيد عباس علوي المالكي، وعبد الرحمن المريعاني وصالح عمر وعبد الله أبكر.

## تعريف
الصهبة: غناء وأغاني الموشحات الأندلسية.
تعرف بأنها فن التواشيح الجماعية وفن من الفنون الغنائية الشعبية بالحجاز تميزت به منطقة مكة المكرمة على وجه الخصوص وجدة والمدينة المنورة. وقد عرفت الصهبة كأحد الموروثات الشعبية القديمة التي بقيت حتى يومنا هذا، كما أن للصهبة قوانين وآداب واحترام وتقدير بين الصغاروالكباروللصهبة أساتذته ورجاله وأصوله وآدابه.
والصهبة كاسم أطلقه المصريون حوالي قبل 100 سنة على غناء الموشحات الأندلسية، وهو فن يعود تاريخه لأكثر من (700 سبعمائة عام). ومعظم القصائد المغناة هي من الموشحات الأندلسية لابن خفاجة وابن زيدون، وابن الحاجب، وابن باجة، إضافة إلى الشعراءالحجازيون كالبهاء زهير، وابن الفارض، وابن الوردي، والامام البرعي اليماني. وحوالي عام 1000هـ الف شعراء الحجاز قصائد على اسلوب شعر الموشحات ومنهم: (أبوالفضل العقاد)  و (احمد الخلي) من مكة المكرمة، ومن المدينة المنورة (حماد). وغيرهم تبعهم من جدة. وتغنى على كل المقامات الحجازية والعربية حيث تجمع أسماء المقامات الحجازية في عبارة (ربح من سجد.. أو.. بحمرندسج) وهي:
في حرف (الحاء) مقام الحداء والحجازالقديم والحجازالحالي، وبقية الحروف منها: الراست (الرصد) و (الركبي) و (الحراب) و (النوى) (نهاوند)، وبالبنصر: (البنجكاه) الركبي والحسيني والبياتي والحجازكاركرد والمستعار والمايا والدوكاه الحجازية والمنابري (يمن حجاز) والمناداة ومقام الرمل الحجازي (التبحير) والسناد (السيكاه) و (السوداني) (الخماسي) والجمالي والجهاركاه العجم، وهي تتكون من (8) مقامات اساسية وتتفرع منها (32) مقاما تقريبا أو أكثر لتكون حوالي اكثرمن (40) مقاما حجازيا مميزا امتاز أهل الحجاز بأدائه، ومن فروعها المشورك ونشورك والعِشاق.
ومجموعة الموشحات (الصهبة) تُنشد وتُغني الاغاني وكانت تسمى (بالأدوار) و الدور هو (المحور) الذي تجتمع حوله مجموعة الصهبة، والدور ذكر في (كتاب الادوار) حوالي عام 650 هـ، ويقصد به الالحان والمقامات (السلالم الموسيقية) وفي تعريفه الأدبي هو: مجموعة أبيات شعرية تضم معنى واحداً وتربط بينهما قافية واحدة ووزن واحد. والبيت في (الموشح) يتكون من شطرين أو ثلاثة أو أربعة على حين أن البيت في (الشعر العروضي) يتألف من شطرين وحسب، والدور في الصهبة لا يختلف عن هذا التعريف إلا من حيث طوله وقصره فقط.

## توزيع الأدوار
المجموعة التي تؤدي الأدوار في الصهبة تتكون من:  (الحادي ) و( الشاووش ) و( السنيدة ) أو الرديدة أو المذهبية (المذهبجية) وهم الذين يساعدون الحادي والشاووش في ترديد الغناء، فدور الحادي أن يحدو، والحادي هو (القائد والـمُغني)، والحداء (ذكرفي المراجع أنه يعود لعصر (مضربن معد بن عدنان) قبل الإسلام وهو الإنشاد بلحن بسيط والصوت الحسن الأخاذ، ويتقدم الحادي (صاحب الموال) وذلك تمهيداً للمقام الذي سيبدأ منه الغناء، فيحدو الحادي على نمط المقام بأول الدور وتسمى بـ ( الـمِشق )أي مِشق الدور، والبيت بكاملة يسمى (ودعة) ويقوم (الشاووش) بدوره فيأخذه من الحادي مباشرة ليساعده في إيصال مِشق الدور والودعة إلى (الرديدة) وبعد أن يأخذ الشاووش من الحادي يأخذ من الرديدة  فيكملون الودعة إلى (الـمِحط) وهي الخرجة أو القفلة وبهذا تكون (الشيلة )، وهي مواصلة الغناء مدة من الزمن دون توقف وقبل أنهاء الشيلة تكون ( الشبشرة ) وهي تختيمة الدور وعلامة لقرب إيقاف الغناء بإيقاع خفيف وسريع ويأتي للإشعار بنهاية الفترة الـمُغنى فيها للاستراحة.

## آليات الإيقاع
توجد آلتين للإيقاع تسمى (النقاقير) وأول من أدخلها هو درويش دوش وتستخدم في الصهبة، وهي طبلة الـمَنكب (النقارة) عبارة عن طبلة متوسطة الحجم على شكل قصعة وتطرق بعودين نحيلين حيث توضع طبلتين (نقارتين) متساويتين في الحجم لتكون احداهما بمثابة (الدُّم) أي الضغط القوي للإيقاع، والأخرى بمثابة (التُّك) أي الضغط الضعيف للإيقاع لتنويع درجات الرنين للإيقاعات المصاحبة.
كان لكل حارة من حارات جده ومكة قديماً فرقة للصهبة ولكل فرقة كبيرها وحاديها لا يحدو سواه لأن ذلك من العيب ومن باب الاحترام ألا يتولى الحداء غيره وهو موجود.

## أماكن إقامة الصهبة
كانت أماكن إقامة الصهبة في مراكيز الحارات والقهاوي والمقاعد والمناسبات في بعض الحارات . فمثلا في جدة كانت تقام الصهبة في حارة الشام والبحر واليمن والمظلوم. وهي أحياء منطقة جدة التاريخية الأصلية، وكانت بعض الحارات تختص بنوع معين من الغناء مثل غناء الكف أودانات الكف (يماني الكف) وكذلك غناء الموشحات ودورالكف (مصري الكف) وعادة تجتمع حارتان أو أكثر في الغناء في المناسبات المتعارف عليها.